# Джоан Тауэрская
Джоанна Тауэрская (англ. Joan of The Tower; 5 июля 1321, Тауэр, Королевство Англия — 7 сентября 1362, Hertford Castle, Королевство Англия) — первая жена шотландского короля Давида II.

## Биография
Младшая дочь английского короля Эдуарда II Плантагенета и его жены Изабеллы Французской. Родилась в замке Тауэр. В 1324 году из-за конфликта между родителями вместе со своей сестрой Элеонорой Джоанна была передана на воспитание супруге Хью Диспенсера младшего Элеоноре де Клер, а позднее — Ральфу де Монтермеру и его супруге Изабелле Гастингс. Жили девочки в замках Плиши и Мальборо. В 1326 году после свержения Эдуарда II была возвращена матери.
В соответствии с условиями Нортгемптонского договора Джоанна была выдана замуж 17 июля 1328 года за принца Давида Шотландского. Свадьба состоялась в Берике. 7 июня 1329 года её свёкор Роберт I умер, и шестилетний Давид стал королём. Супруги были коронованы в аббатстве Сконе в ноябре 1331 года.
После победы Эдуарда III, брата Джоан, поддержавшего претендента на шотландскую корону Эдуарда Баллиоля при Хэлидон Хилл в июле 1333 года, Давида II и его жену из соображений безопасности переправили во Францию. Они прибыли в Булонь в мае 1334 года, где их встретил французский король Филипп VI. О жизни короля и королевы Шотландии на континенте известно немного, за исключением того, что они проживали в замке Шато-Гайар, а король Филипп обращался с ними уважительно.
Тем временем сторонники Давида взяли верх в Шотландии, и Давид II с Джоанной смогли вернуться в своё королевство в июне 1341 года, когда он взял бразды правления в свои руки. В 1346 году Давид II был взят в плен в битве при Невиллс-Кроссе (17.10.1346) и оставался в плену в Англии на протяжении 11 лет. Её брат, Эдуард III, позволил Джоанне несколько раз навестить его в лондонском Тауэре, но супруги были разлучены, детей у них не было. После того, как Давид II был освобожден в 1357 году, Джоанна решила остаться в Англии.
Джоанна умерла в Англии 5 лет спустя и была похоронена в Церкви францисканцев (Grey Friars Church) в Лондоне.